# Cristian Săpunaru
Ionuț Cristian Săpunaru (Boekarest, 5 april 1984) is een Roemeens voetballer die uitkomt voor het Turkse Kayserispor.  Hij debuteerde in 2008 in het Roemeens voetbalelftal en maakte deel uit van de Roemeense selectie op het EK 2008.

## Erelijst

### Club
| Competitie              |                 |                           |                 |                 |
| Competitie              | Aantal          | Jaren                     |                 |                 |
| Rapid Boekarest         | Rapid Boekarest | Rapid Boekarest           | Rapid Boekarest | Rapid Boekarest |
| ----------------------- | --------------- | ------------------------- | --------------- | --------------- |
| Beker van Roemenië      | 1x              | 2006/07                   |                 |                 |
| Roemeense supercup      | 1x              | 2007                      |                 |                 |
| FC Porto                |                 |                           |                 |                 |
| UEFA Europa League      | 1x              | 2010/11                   |                 |                 |
| Portugees landskampioen | 3x              | 2008/09, 2010/11, 2011/12 |                 |                 |
| Beker van Portugal      | 3x              | 2008/09, 2009/10, 2010/11 |                 |                 |
| Portugese Supercup      | 2x              | 2009, 2010                |                 |                 |